# デンチャイ - チェンコーン線
デンチャイ - チェンコーン線は、タイ王国北部にて計画されているタイ国有鉄道の路線で、2025年現在建設中である。
北本線デンチャイ駅よりチエンラーイを経由し、ラオス国境チエンコーンに至る。
2024年12月時点での工事進捗率は約 9.4 %である。

## 概要
- 全長 - 323.1 km
- 全26駅（分岐点となるデンチャイ駅を含む）

1級 - 4駅（デンチャイ、プレー、パヤオ、チエンラーイ）
2級 - 7駅（スーンメーン、ソーン、ガーオ、パヤオ大学、パーデート、ウィエンチエンルン、チエンコーン）
3級 - 2駅
停車場 - 13駅
- トンネル - 4区間（トンネルはすべて複線区間）、総延長13.5 km

プレー - ラムパーン県境のガーオトンネル（全長6.24 km）は、完成するとタイの鉄道では最長となる予定。
- 総事業費 - 853億 バーツ[5][注釈 2]

上記区間とは別に、チエンラーイ県ウィエンチエンルンにて分岐し、チエンセーンに至る約22 kmの支線が計画されていたが、2025年時点において実現の目途は立っていない。

## 歴史
本路線の計画は古く、1941年に発表された「全国鉄道建設計画」に原案を確認することができる。当初はプレー県デンチャイより、ナーン県、パヤオ県を経てチエンラーイ県に入り、古都チエンラーイを経由しチエンコーンに至るというものであった。太平洋戦争後、ナーン県の代わりに西方のラムパーン県経由に修正されたものの、財政事情により長年凍結されていた。なお、本路線は1995年にマレーシアが提案した東南アジア縦貫鉄道構想において、複数あるタイ - ラオス間ルートの一案にも採用されていた。
2013年になり、タイ国鉄は本路線の建設を表明。環境アセスメント承認ののち建設に着手する予定であったが、政変によって再び先送りとなった。
政権交代後の2018年7月31日、プラユット体制下のタイ政府は本路線の建設を閣議決定、のちに土地収用が開始された。
- 2021年12月29日、タイ国鉄は、入札にて決定した施工業者である各共同企業体と契約を行った[12][13]。
- 2022年7月28日、起工式が開催された[14]。なおこの時点では、完成時期を2028年頃と下方修正して報じられている[1]。

- 2025年3月28日、ミャンマー大地震の影響で、建設中の高架橋梁が一部倒壊した[15]。